# Premis Konex
Els Premis Konex, organitzats per la Fundació Konex, de l'Argentina, estan entre els guardons més prestigiosos del país. Van ser instituïts en 1980 per a reconèixer cada any a les personalitats i institucions més distingides en les branques del quefer nacional que serveixen d'exemple a la joventut.

## Esquema dels Premis Konex

### Activitat premiada
Cada any es premia una branca diferent del quefer nacional en cicles de 10 anys. De 1980 a 1989, es va considerar la trajectòria total dels premiats. De 1990 a 1999, es va premiar la trajectòria dels últims 10 anys. De 2000 a 2009, es repeteix el cicle i així en forma indefinida.
- Esports: 1980, 1990, 2000, 2010, 2020[2]
- Espectacles: 1981, 1991, 2001, 2011, 2021[3]
- Arts Visuals: 1982, 1992, 2002, 2012, 2022
- Ciència i Tecnologia: 1983, 1993, 2003, 2013, 2023
- Lletres: 1984, 1994, 2004, 2014, 2024
- Música Popular: 1985, 1995, 2005, 2015, 2025
- Humanitats: 1986, 1996, 2006, 2016, 2026
- Comunicació - Periodisme: 1987, 1997, 2007, 2017, 2027[4]
- Institucions - Comunitat - Empresa: 1988, 1998, 2008, 2018, 2028
- Música Clàssica: 1989, 1999, 2009, 2019, 2029

### Gran Jurat
Cada any es designa un Gran Jurado integrat per vint especialistes en la matèria a premiar. Els membres designen el seu propi President. El fet de ser jurat significa autoexcloure's com a candidat als Premis Konex, gest que la Fundació destaca i agraeix.

### Disciplines de l'activitat
Cada any l'activitat a premiar és dividida pel Gran Jurat en vint disciplines diferents.

### Diplomes al Mèrit
En cadascuna de les disciplines el Gran Jurat selecciona per mitjà d'una votació les cinc personalitats o institucions que ostentin les trajectòries més destacades. Les cent personalitats o institucions resultants reben els seus "Diplomes al Mèrit" en un acte públic.

### Konex de Platí
Amb posterioritat el Gran Jurat selecciona de cada quintet nominat, una figura. Així sorgeixen vint personalitats o institucions, els qui reben els "Konex de Platí" en una cerimònia especial.

### Konex de Brillant
Entre els vint Konex de Platí el Gran Jurat selecciona a qui considera la personalitat o institució més destacada de la dècada. Aquesta queda consagrada com la més rellevant de l'activitat premiada, rebent el "Konex de Brillant" en la mateixa cerimònia que els vint Konex de Platí.

### Konex d'Honor
El Gran Jurat tria com "Konex d'Honor" a una figura ja morta d'excel·lent relleu.

### Esments Especials
El Gran Jurat atorga "Esments Especials" als qui tenint mèrit suficient per a ser premiats pel seu acompliment, no caben en les disciplines establertes per a l'activitat.

### Konex Mercosur
Des de 2002, el Gran Jurat atorga “Premis Konex Mercosur” per a les personalitats vives més rellevants dels països vinculats al Mercosur ampliat.

### Condecoració Konex
La Fundació Konex atorga la Condecoració Konex per a distingir a personalitats que ostentin trajectòries destacades en el món, per aportacions rellevants a la cultura universal.
S'han concedit dues Condecoracions Konex: Yehudi Menuhin, en 1994, i Mstislav Rostropóvitx en 2002.

### Lliurament dels premis
Els cent "Diplomes al Mèrit" són lliurats en una primera cerimònia; i el "Konex de Brillant", els vint "Konex de Platí", el "Konex d'Honor" i els "Esments Especials" són lliurats en un acte final.

## El Llibre dels Premis Konex 1980-2007
La Fundació Konex ha editat “El Llibre dels Premis Konex 1980-2007” que conté la nòmina de tots els premiats i jurats amb les seves fotografies des de la seva creació en 1980. Cada any de premiación té un pròleg escrit per qui va ser el President del Gran Jurat o un integrant d'aquest. El llibre és una edició bilingüe de 488 pàgines.

## El Llibre dels Premis Konex. Qui és Qui. 30 anys
La Fundació Konex ha editat “El Libro de los Premios Konex. Quién es Quién. 30 años” que conté les biografies i ressenyes de tots els premiats i jurats amb les seves fotografies des de la seva creació en 1980 fins a 2009. El llibre és una edició bilingüe de 584 pàgines.

## Premis Konex de Platí
Els Konex de Platí el conformen vint guardonats d'entre els respectius quintets que conformen els cent premiats Konex de cada any, d'entre aquells es triarà el Konex de Brillant.
| Any  | Activitat                          | Any  | Activitat                          | Any  | Activitat                          | Any  | Activitat                          | Any  | Activitat                          |
| ---- | ---------------------------------- | ---- | ---------------------------------- | ---- | ---------------------------------- | ---- | ---------------------------------- | ---- | ---------------------------------- |
| 1980 | Esports                            | 1990 | Esports                            | 2000 | Esports                            | 2010 | Esports                            | 2020 | Esports                            |
| 1981 | Espectacles                        | 1991 | Espectacles                        | 2001 | Espectacles                        | 2011 | Espectacles                        | 2021 | Espectacles                        |
| 1982 | Arts visuals                       | 1992 | Arts visuals                       | 2002 | Arts visuals                       | 2012 | Arts visuals                       | 2022 | Arts visuals                       |
| 1983 | Ciència i tecnologia               | 1993 | Ciència i tecnologia               | 2003 | Ciència i tecnologia               | 2013 | Ciència i tecnologia               | 2023 | Ciència i tecnologia               |
| 1984 | Lletres                            | 1994 | Lletres                            | 2004 | Lletres                            | 2014 | Lletres                            | 2024 | Lletres                            |
| 1985 | Música popular                     | 1995 | Música popular                     | 2005 | Música popular                     | 2015 | Música popular                     | 2025 | Música popular                     |
| 1986 | Humanitats                         | 1996 | Humanitats                         | 2006 | Humanitats                         | 2016 | Humanitats                         | 2026 | Humanitats                         |
| 1987 | Comunicació - Periodisme           | 1997 | Comunicació - Periodisme           | 2007 | Comunicació - Periodisme           | 2017 | Comunicació - Periodisme           | 2027 | Comunicació - Periodisme           |
| 1988 | Institucions - Comunitat - Empresa | 1998 | Institucions - Comunitat - Empresa | 2008 | Institucions - Comunitat - Empresa | 2018 | Institucions - Comunitat - Empresa | 2028 | Institucions - Comunitat - Empresa |
| 1989 | Música clàssica                    | 1999 | Música clàssica                    | 2009 | Música clàssica                    | 2019 | Música clàssica                    | 2029 | Música clàssica                    |

## Premi Konex de Brillant
Els guanyadors del Premi Konex de Brillant, màxim guardó concedit per la Fundació, han estat:
| Any  | Guanyador                                                                                 | Any  | Guanyador                                           | Any  | Guanyador                           | Any  | Guanyador                                              | Any  | Guanyador     |
| ---- | ----------------------------------------------------------------------------------------- | ---- | --------------------------------------------------- | ---- | ----------------------------------- | ---- | ------------------------------------------------------ | ---- | ------------- |
| 1980 | Juan Manuel Fangio                                                                        | 1990 | Diego Armando Maradona                              | 2000 | Gabriela Sabatini                   | 2010 | Emanuel Ginóbili                                       | 2020 | Lionel Messi  |
| 1981 | Alfredo Alcón Luisa Vehil                                                                 | 1991 | María Rosa Gallo                                    | 2001 | Norma Aleandro                      | 2011 | Ricardo Darín                                          | 2021 | Marilú Marini |
| 1982 | Horacio Butler                                                                            | 1992 | Juan Carlos Distéfano                               | 2002 | Víctor Grippo Luis Felipe Noé       | 2012 | León Ferrari César Pelli                               | 2022 |               |
| 1983 | Luis Federico Leloir                                                                      | 1993 | René Favaloro César Milstein                        | 2003 | Luis Caffarelli Mirta Roses Periago | 2013 | Alberto Kornblihtt Juan Martín Maldacena               | 2023 |               |
| 1984 | Jorge Luis Borges                                                                         | 1994 | Adolfo Bioy Casares                                 | 2004 | Héctor Tizón                        | 2014 | Abelardo Castillo Ricardo Piglia                       | 2024 |               |
| 1985 | Atahualpa Yupanqui                                                                        | 1995 | Mercedes Sosa                                       | 2005 | Horacio Salgán                      | 2015 | Dino Saluzzi                                           | 2025 |               |
| 1986 | Gregorio Weinberg                                                                         | 1996 | Gregorio Klimovsky                                  | 2006 | Julio H. G. Olivera                 | 2016 | José Emilio Burucúa (hijo) Aída Kemelmajer de Carlucci | 2026 |               |
| 1987 | Félix Hipólito Laíño                                                                      | 1997 | Mariano Grondona                                    | 2007 | Magdalena Ruiz Guiñazú              | 2017 | Hermenegildo Sábat                                     | 2027 |               |
| 1988 | Fundación Alfredo Fortabat i María Amalia Lacroze de Fortabat Guillermo Eduardo Alchouron | 1998 | Cáritas Argentina Carlos Manuel Muñiz Roberto Rocca | 2008 | Carlos Fayt                         | 2018 | INVAP Luis Pagani                                      | 2028 |               |
| 1989 | Ljerko Spiller                                                                            | 1999 | Martha Argerich                                     | 2009 | Daniel Barenboim                    | 2019 | Oscar Araiz                                            | 2029 |               |